# Conus aurisiacus
Conus aurisiacus é uma espécie de gastrópode do gênero Conus, pertencente à família Conidae.

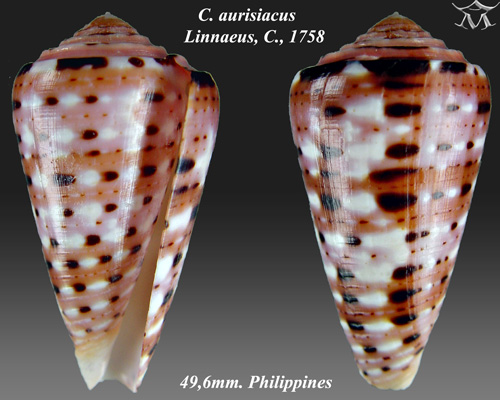